# Єркська обсерваторія

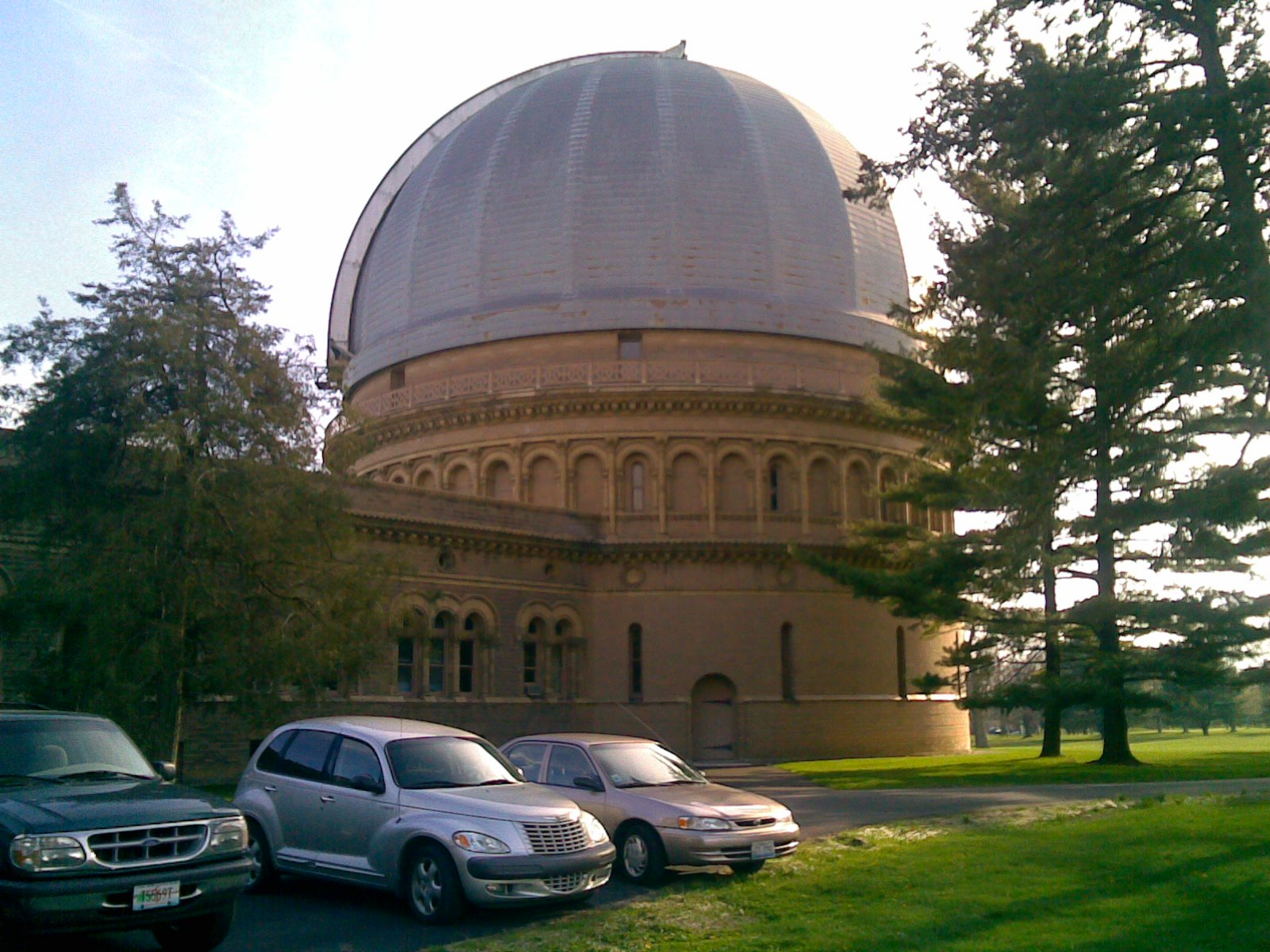
Єркська обсерваторія

Єркська обсерваторія (англ. Yerkes Observatory) — астрономічна обсерваторія у Чиказькому університеті (Вільямс Бей, штат Вісконсин, США). Вона була заснована у 1897 Джорджем Еллері Гейлом і фінансувалася Чарльзом Єрксом. У цій обсерваторії встановлено телескоп-рефрактор із діаметром головної лінзи 102 см (40 дюймів), виготовлений Елвіном Кларком; це був найбільший телескоп у світі до створення Маунт-Вілсоновського рефлектора. Він і досі залишається найбільшим рефрактором у світі. Також в обсерваторії є 40-дюймовий і 24-дюймовий (61 сантиметр) телескоп-рефлектор. Декілька менших за розміром телескопів використовуються з освітньою метою. 

Свого часу в обсерваторії працювали такі видатні дослідники як Едвард Барнард, Едвін Габбл.
Поточні напрямки досліджень: вивчення міжзоряної речовини, утворення кулястих скупчень, інфрачервона астрономія та спостереження навколоземних об'єктів. Чиказький університет також підтримує в обсерваторії інженерний центр, що спеціалізується на виготовленні та підтримці наукових інструментів.

## Інше
Єркська обсерваторія стала місцем зйомок бойовика «Ланцюгова Реакція» 1996 року, в якому герой вперше з'являється на екрані, здійснюючи спостереження за допомогою сорокадюймового рефрактора.